# Comuna Cervonokosteantînivka, Petrove
Cervonokosteantînivka (în ucraineană Червонокостянтинівка) este o comună în raionul Petrove, regiunea Kirovohrad, Ucraina, formată din satele Baștîne, Cervonokosteantînivka (reședința), Krasnopillea, Lelekivka și Novopetrivka.

## Demografie
Componența lingvistică a comunei Cervonokosteantînivka
     Ucraineană (96,77%)
     Rusă (2,46%)
     Alte limbi (0,77%)
Conform recensământului din 2001, majoritatea populației comunei Cervonokosteantînivka era vorbitoare de ucraineană (96,77%), existând în minoritate și vorbitori de rusă (2,46%).